# Krejengan (plaats)
Krejengan is een bestuurslaag in het regentschap Probolinggo van de provincie Oost-Java, Indonesië. Krejengan telt 2090 inwoners (volkstelling 2010).